# Politique étrangère du Bangladesh

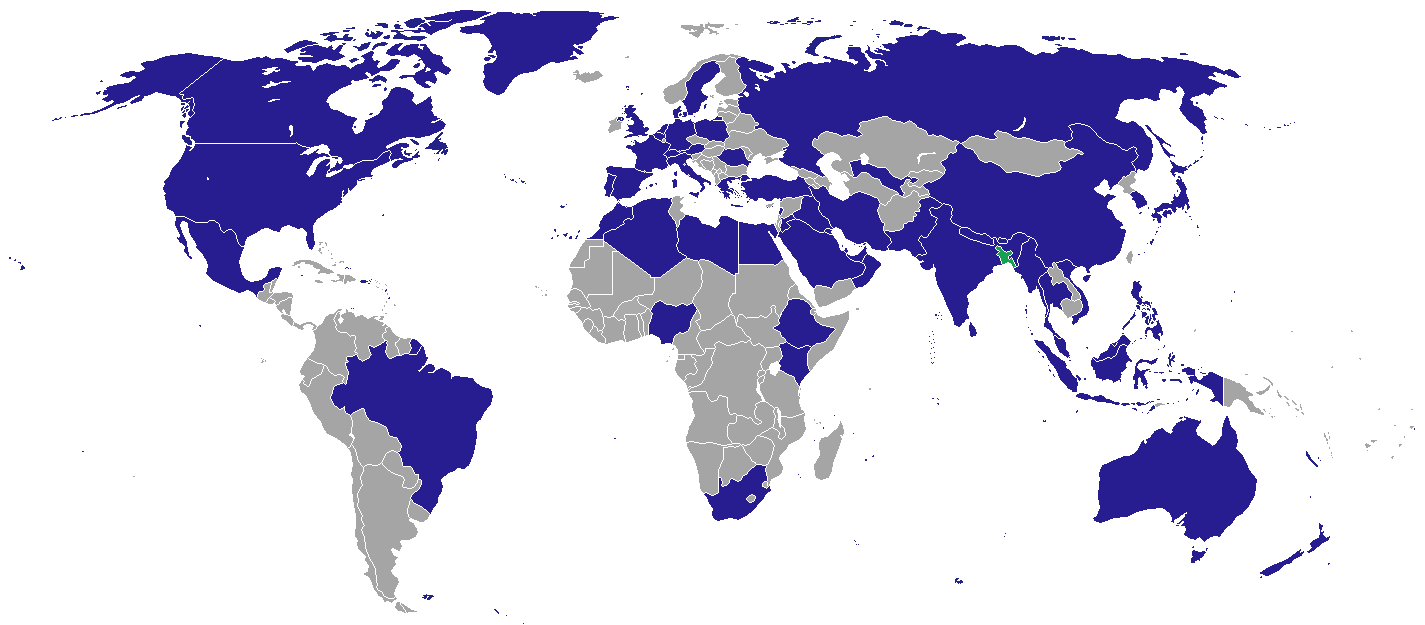
Bleu : représentations diplomatiques du Bangladesh.

Le Bangladesh suit une politique modérée de relations internationales mettant l'accent sur la diplomatie multinationale, particulièrement au sein des Nations unies. Le pays a rejoint le Commonwealth et l'ONU en 1974, et a depuis servi deux fois au Conseil de sécurité (en 1978-1979 et 2000-2001). Dans les années 1980 le Bangladesh a tenu un rôle important dans la fondation de l'Association sud-asiatique pour la coopération régionale (ASACR), pour développer ses liens avec d'autres pays du sous-continent indien. Depuis la fondation de l'association en 1985 un Bangladais a occupé le poste de secrétaire général deux fois.

## Relations bilatérales
Voir aussi : Catégorie:Relations bilatérales du Bangladesh

Ses relations internationales les plus importantes et complexes sont celles avec l'Inde et le Pakistan. Ces relations sont influencées par les liens historiques et culturels partagés et forment une composante importante du discours politique intérieur actuel. Il commence également à développer ses liens avec la république populaire de Chine, économiquement et militairement.
Ses relations avec l'Inde commencèrent positivement du fait de l'aide apportée par ce pays dans la guerre d'indépendance et pendant la reconstruction. Au fil des années les relations entre les deux pays ont changé pour plusieurs raisons. Une source majeure de tensions est le barrage de Farakka, construit par l'Inde en 1975 à 11 kilomètres de la frontière avec le Bangladesh ; ce barrage dévie beaucoup de l'eau nécessaire aux Bangladais et a un impact négatif sur l'écosystème de la région. L'Inde a exprimé son inquiétude pour les séparatistes hostiles à l'Inde et les militants extrémistes islamistes qui se cacheraient le long de la frontière indo-bangladaise de 4 000 km, ainsi que les immigrants clandestins ; l'Inde est en train de construire une barrière le long de presque toute la frontière. Toutefois, lors de la réunion annuelle de 2007 de l'ASACR les deux pays se sont engagés à coopérer sur des problèmes de sécurité, d'économie et ceux liés à leur frontière commune.

## Organisations internationales
Le Bangladesh est entre autres membre des Nations unies (depuis 1974), du Mouvement des non-alignés, de l'Organisation de la coopération islamique, de la Bay of Bengal Initiative for MultiSectoral Technical and Economic Cooperation, du D-8, de l'Organisation mondiale du commerce et de l'Organisation mondiale des douanes, mais aussi de la Commonwealth of Nations (depuis 1972) et de l'Association sud-asiatique pour la coopération régionale.